# Денеш Кеніг
Денеш Кеніг (Kőnig Dénes, 21 вересня 1884, Будапешт, Австро-Угорщина — 19 жовтня 1944, Будапешт, Угорщина) — угорський математик єврейського походження, автор першої книги з теорії графів.

## Життєпис
Народився в Будапешті, в родині угорського математика Дюли Кеніга.
1907 року здобув докторський ступінь. Під впливом лекцій Мінковського про проблему чотирьох фарб, все більше заглиблювався в теорію графів. 1911 року став викладати в Будапештському університеті, і 1935 року став повним професором.
1936 року опублікував книгу «Теорія скінченних і нескінченних графів»
19 жовтня 1944 року, через кілька днів після приходу до влади Угорської націонал-соціалістичної партії, покінчив життя самогубством, щоб уникнути антисемітських переслідувань.
Автор теореми Кеніга і леми Кеніга.